# Théâtre dramatique de Panevėžys
 (février 2025).
Si vous disposez d'ouvrages ou d'articles de référence ou si vous connaissez des sites web de qualité traitant du thème abordé ici, merci de compléter l'article en donnant les références utiles à sa vérifiabilité et en les liant à la section « Notes et références ».
Le Théâtre dramatique de Panevėžys ou Théâtre dramatique Juozas Miltinis (lituanien : Juozo Miltinio dramos teatras), fondé en 1920, est le théâtre de Lituanie. Il se trouve au 5, Place de la Liberté à Panevėžys. Le théâtre porte le nom de Juozas Miltinis, son premier directeur artistique.

## Histoire
Le 18 novembre 1940, le commissaire du peuple à l'éducation de la LTSR, Antanas Venclova, signe un arrêté concernant l'organisation du Théâtre dramatique de Panevėžys. La troupe est composée de Jonas Alekna, Bronius Babkauskas, Vaclovas Blėdis, Janina Dulskytė, Veronika Fakejevaitė, Teklė Grigaliūnaitė, Balys Gudanavičius, Konstancija Kučinskaitė, Zigmas Lapinskas, Jadvyga Matulytė, Gediminas Pauliukaitis, Veronika Ruminavičiūtė, Kazys Vitkus et autres. Donatas Banionis, Algimantas Masiulis, Regina Zdanavičiūtė et d'autres l'ont rejoint plus tard.
Le 15 mars 1941, la première saison est inaugurée avec la representation de Silver Valley d'après Nikolaï Pogodine.
En 1954 en raison d'un conflit idéologique, le ministre de la culture Aleksandras Gudaitis-Guzevičius a démis Juozas Miltinis du poste de  directeur artistique. Il reprendra son poste en 1959.
Entre 2017 et 2022, le directeur du théâtre est Leonas Blėdis.

## Direction artistique
- 1940–1954 : Juozas Miltinis
- 1954–1957 : Jonas Alekna
- 1957–1959 : Vaclovas Blėdis
- 1959–1981 : Juozas Miltinis
- 1981–1984 : Donatas Banionis
- 1988–1996 : Saulius Varnas
- 1996–2010 : Rimantas Teresas
- 2011–2012 : Rolandas Atkočiūnas
- 2012–2015 : Dainius Kazlauskas
- 2015–2019 : Andrius Jevsejevas
- Depuis 2020 : Aleksandras Špilevojus